# Kwiecień 2015

## 26 kwietnia 2015
- W okolicach Gizy odkryto fragmenty białego muru otaczającego starożytne Memfis (pap.pl)

## 25 kwietnia 2015
- Ponad 8000 osób zginęło podczas trzęsienia ziemi w Nepalu. (earthquake-report.com)

## 19 kwietnia 2015
- Odbyły się wybory parlamentarne w Finlandii. (vaalit.yle.fi)

## 18 kwietnia
- Zakończyły się, rozgrywane w Tbilisi, mistrzostwa Europy w podnoszeniu ciężarów. (ewfed.com)

## 16 kwietnia
- 33 osoby zginęły, a około 6000 zostało bez dachu nad głową po pożarach w Syberii.[potrzebny przypis]

## 11 kwietnia
- W Panamie doszło do historycznego spotkania Baracka Obamy i Raúla Castro. (cnn.com)

## 2 kwietnia
- Podczas zamachu terrorystycznego na kampus uniwersytetu w Kenii zginęło ponad 150 osób. (tvn24.pl)
- Podpisano wstępną umowę między Iranem a sześcioma innymi krajami dotyczącą irańskiego programu nuklearnego. (wyborcza.biz)